# 쯔궁시
쯔궁(자공, 중국어 간체자: 自贡, 정체자: 自貢, 병음: Zìgòng)은 중화인민공화국 쓰촨성에 위치한 지급시이다. 쓰촨 성의 중요한 공업기지 중 하나로, 마오쩌둥의 삼선 정책(三線)에 의해 내륙의 이 땅에 화학공업이 집중되었다. 또 옛날부터 이곳에서 만들어지는 정염(井鹽)이라는 소금은 귀중하게 취급되어 각지로 팔려 나가 제염업이나 소금 매매, 소금에 관련된 산업으로 부자가 된 부유인 상인이 많이 살았다. 근대적인 제염 기술이 도입될 때까지 제염과 소금 거래로 유명한 쯔궁은 중국에서도 부유한 도시의 중의 하나였다.

## 지리
쯔궁시는 쓰촨 분지 남부의 구릉 부분에 있다. 동쪽으로 루저우 시, 서쪽으로 러산 시, 남쪽으로 이빈 시, 북쪽으로 네이장 시와 접한다.
시역은 동서로 119.6 km, 남북으로 97.2 km에 걸쳐 펼쳐져 있으며, 면적은 4,373km2, 집시구 면적은 812.6km2이다. 시역 내는 낮은 기복이 많은 구릉지대가 대부분으로, 지세는 북서에서 동남쪽으로 낮아지며해, 해발은 250m에서 500m 사이이다. 시가지는 해발 280m에서 400m에 정도에 펼쳐져 있다.
시내의 주요 하천은 트엉강(滄江, Sông Thương) 수계에 속하며, 또 타강(沱江)의 하류 중 127km가 시역 내를 흘러간다. 시내를 흘러가는 푸시허(釜溪河)는 창강의 주요 지류로, 상류에서는 흘러드는 쑤수이허(旭水河)나 웨이위안허(威遠河)가 합류하고 있어, 유역 면적은 총 3,490km2에 이른다. 또 시의 서쪽에서는 웨시허(越溪河)가 북쪽에서 남쪽으로 흐르고 있어 영현을 통과하여, 민강(岷江) 수계로 흘러든다. 이러한 하천은 쓰촨성 남부에서 창강으로 흘러 들어간다.
청두시, 몐양 시의 뒤를 잇는 도시이며, 그 역사적인 배경으로 국가역사문화명성으로 지정되어 있다. 시내에서 발굴된 공룡의 화석으로 인해 《공룡지향》(恐龍之郷)이라는 별명이 있고, 예부터 제염이 발달하여 《천년염도》(千年鹽都)라는 별명이 있다.

### 기후
| 쯔궁시의 기후                                                 | 쯔궁시의 기후 | 쯔궁시의 기후 | 쯔궁시의 기후 | 쯔궁시의 기후 | 쯔궁시의 기후 | 쯔궁시의 기후 | 쯔궁시의 기후 | 쯔궁시의 기후 | 쯔궁시의 기후 | 쯔궁시의 기후 | 쯔궁시의 기후 | 쯔궁시의 기후 | 쯔궁시의 기후 |
| 월                                                            | 1월           | 2월           | 3월           | 4월           | 5월           | 6월           | 7월           | 8월           | 9월           | 10월          | 11월          | 12월          | 연간          |
| ------------------------------------------------------------- | ------------- | ------------- | ------------- | ------------- | ------------- | ------------- | ------------- | ------------- | ------------- | ------------- | ------------- | ------------- | ------------- |
| 역대 최고 기온 °C (°F)                                        | 18.1 (64.6)   | 24.0 (75.2)   | 32.0 (89.6)   | 35.1 (95.2)   | 37.3 (99.1)   | 37.6 (99.7)   | 38.1 (100.6)  | 41.1 (106.0)  | 38.3 (100.9)  | 31.3 (88.3)   | 26.3 (79.3)   | 18.8 (65.8)   | 41.1 (106.0)  |
| 일평균 최고 기온 °C (°F)                                      | 10.3 (50.5)   | 13.4 (56.1)   | 18.5 (65.3)   | 24.0 (75.2)   | 27.5 (81.5)   | 29.1 (84.4)   | 31.8 (89.2)   | 31.9 (89.4)   | 27.0 (80.6)   | 21.5 (70.7)   | 17.1 (62.8)   | 11.5 (52.7)   | 22.0 (71.5)   |
| 일일 평균 기온 °C (°F)                                        | 7.7 (45.9)    | 10.3 (50.5)   | 14.4 (57.9)   | 19.4 (66.9)   | 22.9 (73.2)   | 25.0 (77.0)   | 27.4 (81.3)   | 27.3 (81.1)   | 23.3 (73.9)   | 18.4 (65.1)   | 14.2 (57.6)   | 9.1 (48.4)    | 18.3 (64.9)   |
| 일평균 최저 기온 °C (°F)                                      | 5.8 (42.4)    | 8.0 (46.4)    | 11.6 (52.9)   | 16.0 (60.8)   | 19.4 (66.9)   | 22.0 (71.6)   | 24.2 (75.6)   | 24.0 (75.2)   | 20.7 (69.3)   | 16.4 (61.5)   | 12.2 (54.0)   | 7.4 (45.3)    | 15.6 (60.2)   |
| 역대 최저 기온 °C (°F)                                        | −1.2 (29.8)   | 0.6 (33.1)    | 0.8 (33.4)    | 6.6 (43.9)    | 10.4 (50.7)   | 15.3 (59.5)   | 18.5 (65.3)   | 17.6 (63.7)   | 14.4 (57.9)   | 5.5 (41.9)    | 2.5 (36.5)    | −1.8 (28.8)   | −1.8 (28.8)   |
| 평균 강수량 mm (인치)                                         | 13.4 (0.53)   | 16.3 (0.64)   | 32.7 (1.29)   | 64.8 (2.55)   | 81.5 (3.21)   | 176.7 (6.96)  | 190.8 (7.51)  | 178.7 (7.04)  | 110.6 (4.35)  | 57.3 (2.26)   | 25.0 (0.98)   | 14.0 (0.55)   | 961.8 (37.87) |
| 평균 강수일수 (≥ 0.1 mm)                                      | 9.0           | 8.4           | 10.6          | 12.1          | 13.7          | 16.5          | 13.8          | 12.6          | 15.0          | 15.7          | 9.0           | 9.1           | 145.5         |
| 평균 강설일수                                                 | 0.3           | 0             | 0             | 0             | 0             | 0             | 0             | 0             | 0             | 0             | 0             | 0.1           | 0.4           |
| 평균 상대 습도 (%)                                            | 81            | 77            | 73            | 71            | 71            | 79            | 79            | 78            | 82            | 84            | 82            | 82            | 78            |
| 평균 월간 일조시간                                            | 32.5          | 49.3          | 93.1          | 125.0         | 124.5         | 99.2          | 133.0         | 143.9         | 79.8          | 48.4          | 44.6          | 28.9          | 1,002.2       |
| 가능 일조율                                                   | 10            | 16            | 25            | 32            | 29            | 24            | 31            | 36            | 22            | 14            | 14            | 9             | 22            |
| 출처: 중국기상국 (평년값: 1991년~2020년, 극값: 1981년~2010년) |               |               |               |               |               |               |               |               |               |               |               |               |               |

## 역사

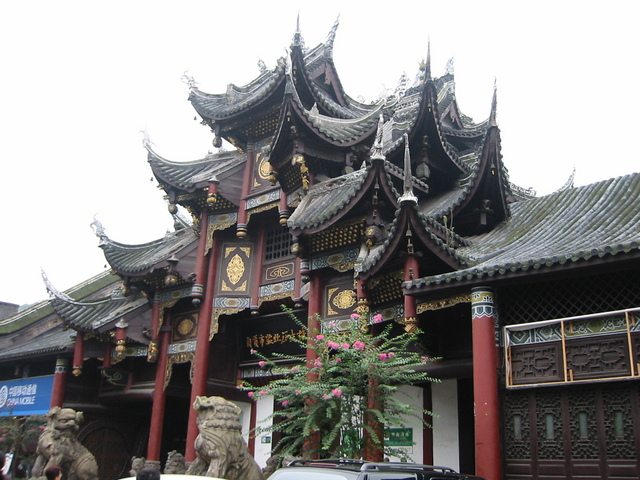
쯔궁소금역사박물관

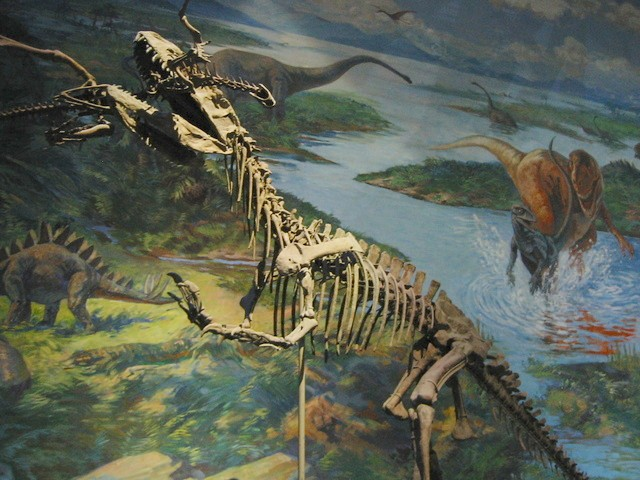
쯔궁공룡박물관의 양추아노사우루스

쯔궁의 역사는 오래되었지만, 쯔궁(自貢)이라는 지명은 근대에 생겨났다. 1939년, 이 지역에 있던 《자류정》(自流井)과 《공정》(貢井)이라는 2개의 오래된 마을이 합병해 시가 되었으며, 머리 글자를 따서 《쯔궁》(自貢)이라는 이름이 되었다. 이 2개의 마을의 지명은, 지금도 자류정 구와 공정 구라는 시할구의 이름으로 남아 있다. 모두 염수를 채취하는 우물에 관련된 지명이며, 제염업으로 유명한 풍부한 소금 상인의 활약하는 마을이었다.
쯔궁에서는 깊은 우물을 파면 진한 염분을 포함한 지하수를 나와서 이것을 건조시켜 소금을 채취하는 제염업이 고대부터 번성했다. 이러한 소금은 《정염》(井鹽)으로 불리며, 염분의 보급이나 야채 등의 음식물 보존을 위해서 날개돋힌 듯 팔렸다. 근대에는 서양식 제염 기술이 도입되어 바다의 소금이나 암염이 수입되게 되었고, 1930년대를 마지막으로 제염은 쇠퇴하였다. 그러나 옛날 방식으로 만들던 제염정은 지금도 남아, 쓰촨의 정염은 맛이 좋아 최상급의 소금으로서 귀한 특산물이 되었다.
《염도》라고 불리는 쯔궁의 정염 생산은 후한 무렵에 벌써 행해졌으며, 부유한 염상들에 의한 번영은 청나라 말기 및 중화민국 초기까지 지속 되었다.
명나라 말에서부터 청나라 초기에 걸쳐 쯔궁이 있는 쓰촨 땅은 장헌충의 반란과 주민 학살, 청군과 장헌충 군과의 전쟁, 남명과 청의 전쟁, 삼번의 난 등, 전란이 30년 이상 지속되어 황폐화가 진행되었다. 인구가 격급한 쓰촨에 화북 지역, 호북성, 호남성, 광동성 등지에서 수백만명의 주민을 유입되었지만(호광전사천), 순치제 5년에 다시 역병, 한발 등으로 대기근이 일어났다. 쯔궁 성 내외에는 호랑이가 출몰하여 사람을 덮쳤고, 특히 현재의 부순현의 거리는 호랑이나 표범이 발호해 사람의 모습을 보기 힘들 정도였다.
쯔궁에 속하는 영현은 중화민국이나 중화인민공화국의 중요한 지도자인 오옥장의 고향이며, 근대 혁명의 최초의 진원지가 되기도 했다. 영현은 구 왕조 체제 하에서 독립을 선언하였다. 1911년 중국에 귀국한 오옥장도 쓰촨으로 가서 〈월한철도〉(粵漢鉄道)의 국유화에 반대하는 《보로운동》(保路運動)을 주도하며 영현 독립을 꾀하였으며, 이것은 신해혁명으로 발전하는 반정부 운동의 계기가 되었다. 출범한 지 얼마 되지 않은 중화민국에게 소금전매화에 의한 큰 수입은 외국에서 차입 시 담보로서 중요한 역할을 했다. 당시 중국에서 가장 좋은 소금은 쓰촨의 소금이며, 쓰촨 내에서도 쯔궁의 정염이 최상품 소금으로 손꼽혔다.
1939년 10월 10일부터 1941년 8월 19일에 걸친 2년간, 일본군은 일곱 차례에 걸쳐 쯔궁을 공습 했다. 쯔궁은 큰 피해를 입었지만, 쯔궁에 설치된 고사포로 일본군의 폭격기에 대항하였다. 중일전쟁에서는 일본군의 폭격을 당해 피해가 컸던 도시이기도 하다. 또 국민당군의 기록에 의하면, 중일전쟁을 위한 기부금이 가장 많이 전해진 도시이기도 하다. 시내를 흐르는 부계하의 북해안에 있는 환아하산(還我河山)의 글자는 쯔궁의 거상에게 전비를 기부받은 것을 기념하여 국민당군의 유명한 군인이었던 펑위샹이 친필로 쓴 것이다.
1950년대에 철도가 개통되었으며, 1970년대 말부터 신시가지의 근대화가 시작되어, 1990년대에 들어와 근대화를 가속하였다. 구시가지는 한 때의 소금의 수도이며, 지금도 공업과 농업이 이뤄지고 있다. 신 시가지는 중국 각지에서 오는 관광객을 위한 시설이 많은 관광 타운이다.

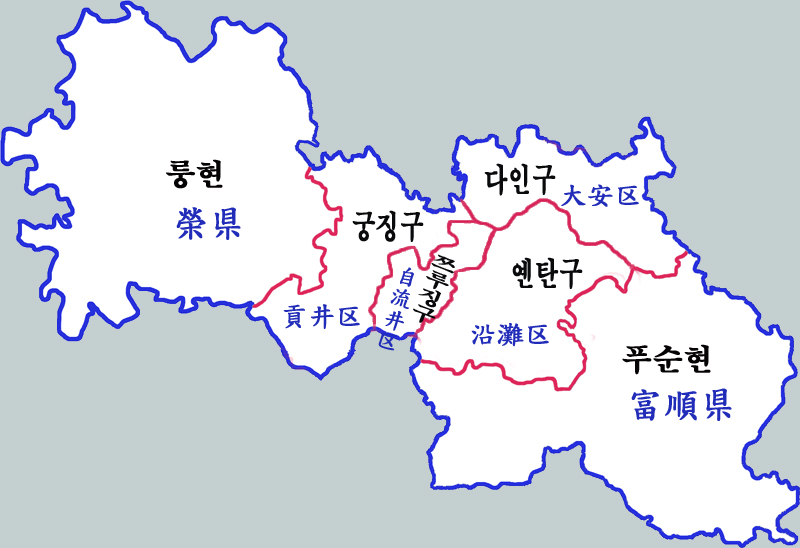
쯔궁시 현급 행정구역도

## 행정구역
4개의 시할구와 2개의 현이 있다.
시할구
- 쯔류징 구(自流井区)
- 궁징 구(貢井区)
- 다안 구(大安区)
- 옌탄 구(沿灘区)

현
- 룽 현(榮県)
- 푸순 현(富順県)

## 교육
쯔궁으에서 유명한 고등교육 기관은 이과계 대학의 쓰촨이공학원이다. 전신은 화동화공학원(현재의 화동이공대학)이며 1965년에 내륙부에 이전했지만, 1983년에 쓰촨화공학원으로, 후에 쓰촨경화공학원이 되었다. 2004년, 쯔궁사범고등전과학교와 쯔궁교육학원과 합병해 현재의 쓰촨이공학원이 되었다. 주변에는 하이테크 공업단지도 건설되고 있다.

## 문화
- 쯔궁공룡박물관
- 쯔궁시소금박물관

### 공룡의 고향
쯔궁의 《다샨푸 공룡화석군 유적》은 중국에서 발견된 최대급 공룡화석군이며, 면적은 17,000m2에 달한다. 1980년대, 쯔궁 시내에서 서쪽으로 7km에 있는 다산푸 지구에서 큰 화석이 발견되었고, 그 중 쥬라기 중기의 용각아목에 속하는 새로이 발견된 공룡에는 다샨푸(Dashanpu)라는 이름을 붙이고, 《다샨푸사우루스》(Dashanpusaurus)라고 불렀다. 보존 상태가 비교적 좋은 흥미로운 화석이 발견되어, 이 땅은 세계 공룡학자들의 관심을 받았다. 1987년 아시아 최초의 공룡박물관인 《쯔궁공룡박물관》이 다샨푸에 설립되었다.
현재도 다샨푸에서의 발굴은 계속되고 있으며, 공룡이나 진화의 역사를 추적하는데 기여하고 있다. 지금까지 발견된 공룡에는 오메이사우르스(Omeisaurus), 기간트스피노사우르스(Gigantspinosaurus), 양츄아노사우르스(Yangchuanosaurus hepingensis), 화얀고사우르스(Huayangosaurus), 샤오사우르스(Xiaosaurus)등이 있다.

### 연등 축제
쯔궁의 연등 축제는 당대부터 계속되어왔고, 중국 내에서도 전통이 잘 보존된 것 중의 하나이며, 베이징이나 상하이, 홍콩, 중국 각지, 동남아시아 등에서 근년 행해지게 된 랜턴 페스티벌의 원형이기도 하다. 해마다 한 번, 음력 대보름에 시작되며, 평상시는 조용한 쯔궁에 중국 국내외에서 수많은 관광객이 모인다.

## 자매 도시
- 일본 미카사시 홋카이도
- 대한민국 고성군 (경상남도)